# جمعية المحافظة على المعالم الطبيعية (هولندا)

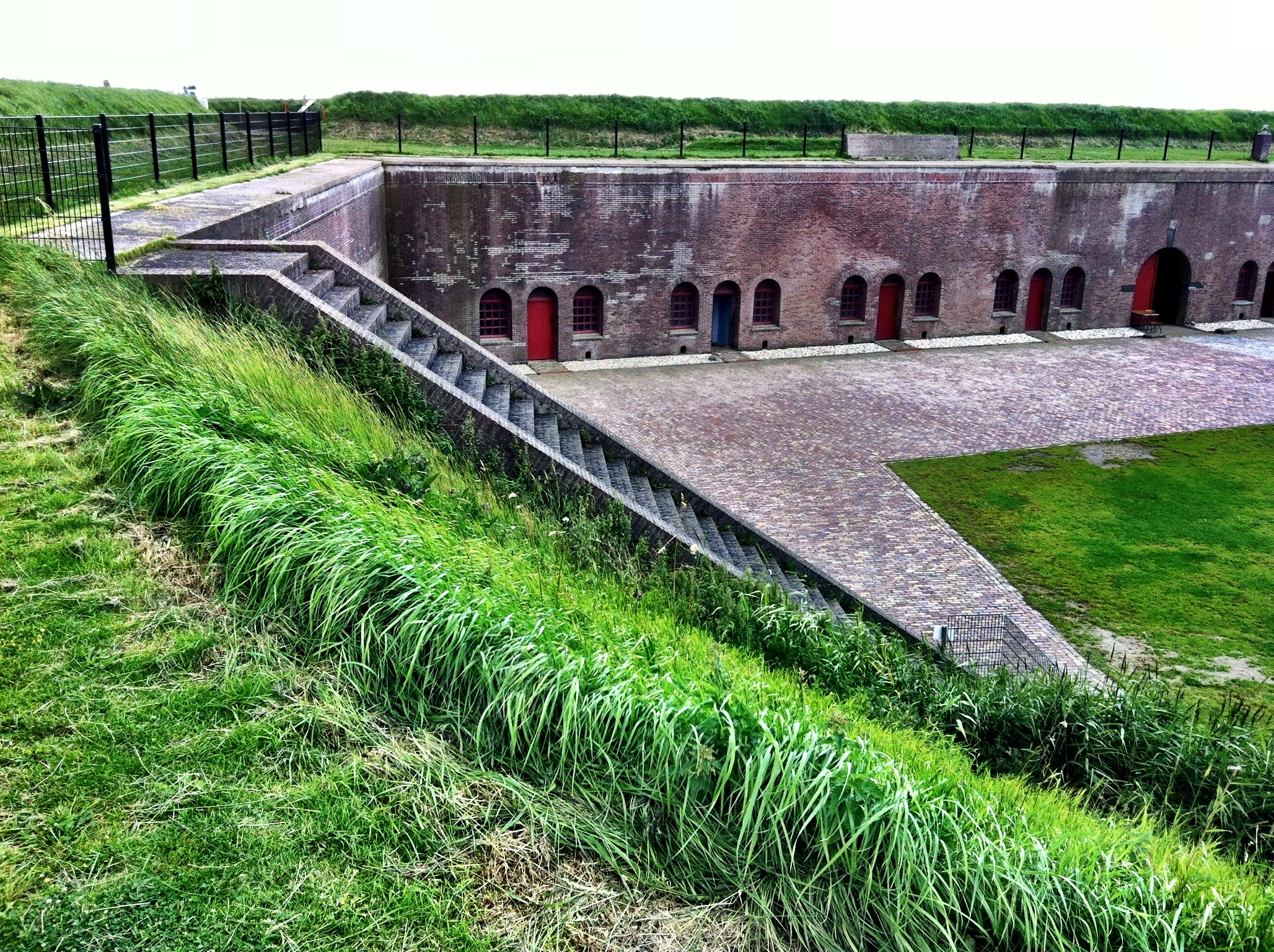
قلعة "إلافاوتسدايك Ellewoutsdijk" ترى من الحائط الشمالي

جمعية المحافظة على المعالم الطبيعية (بالهولندية:Vereniging Natuurmonumenten) بهولندا هي منظمة هولندية تأسست عام 1905 على يد Jac. P. Thijsse والتي تشتري وتحمي وتدير المحميات الطبيعية في هولندا. وكانت أول منطقة تم شراؤها في عام 1905 لحماية منطقة «ناردرمير Naardermeer» بمقاطعة شمال هولندا. والمنظمة تملك 355 موقع خاضع لإدارتها وذلك عام 2010م مع مساحة إجمالية قدرها 1029.51 كم². وأكبر هذه المواقع هي «دي فايدن De Wieden» (58.47 كم²) وأصغرها هي قلعة إلافاوتسدايك Ellewoutsdijk (0.01 كم²). وتمتلك المنظمة أيضاً 1700 مبنى، منها 250 تعتبر آثاراً إقليمية أو وطنية. وفي عام 2010 كان لها 768.000 عضو ويقع مقرها الرئيسي في قرية «سخرافالاند Graveland».
وقد حصلت على جائزة «ريشة الإوزة الذهبية Gouden Ganzenveer» عام 1986.

## معرض صور

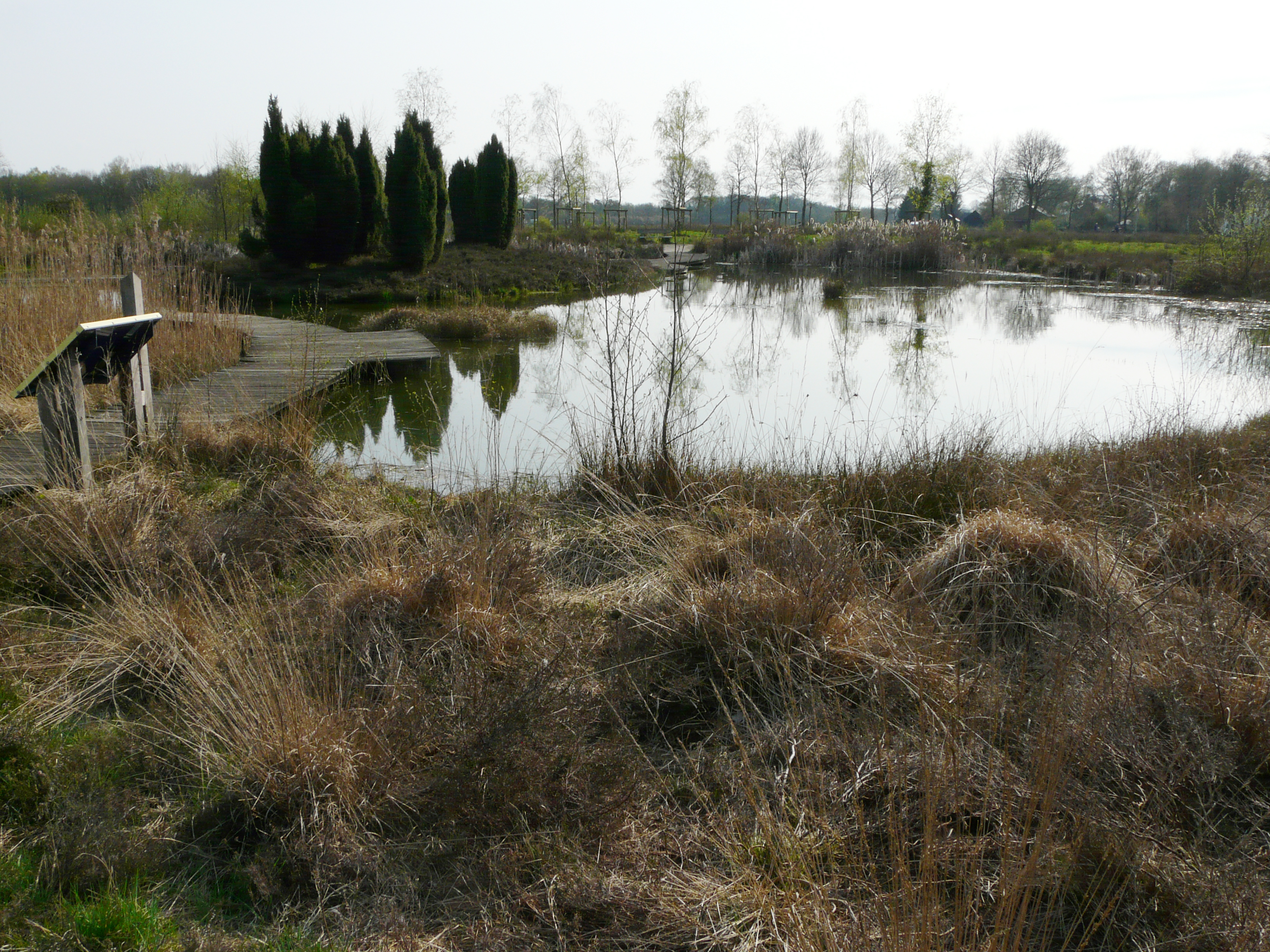
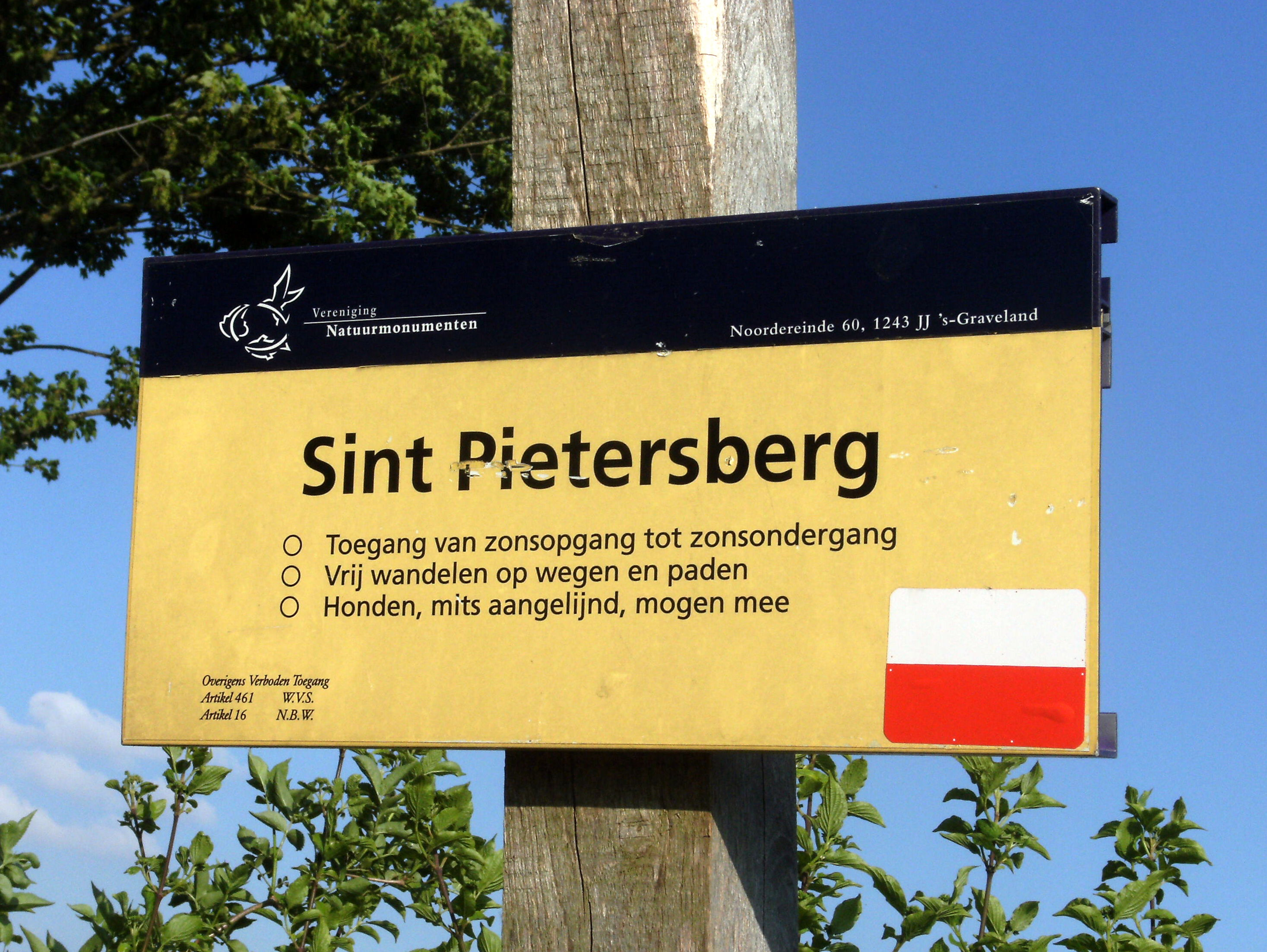
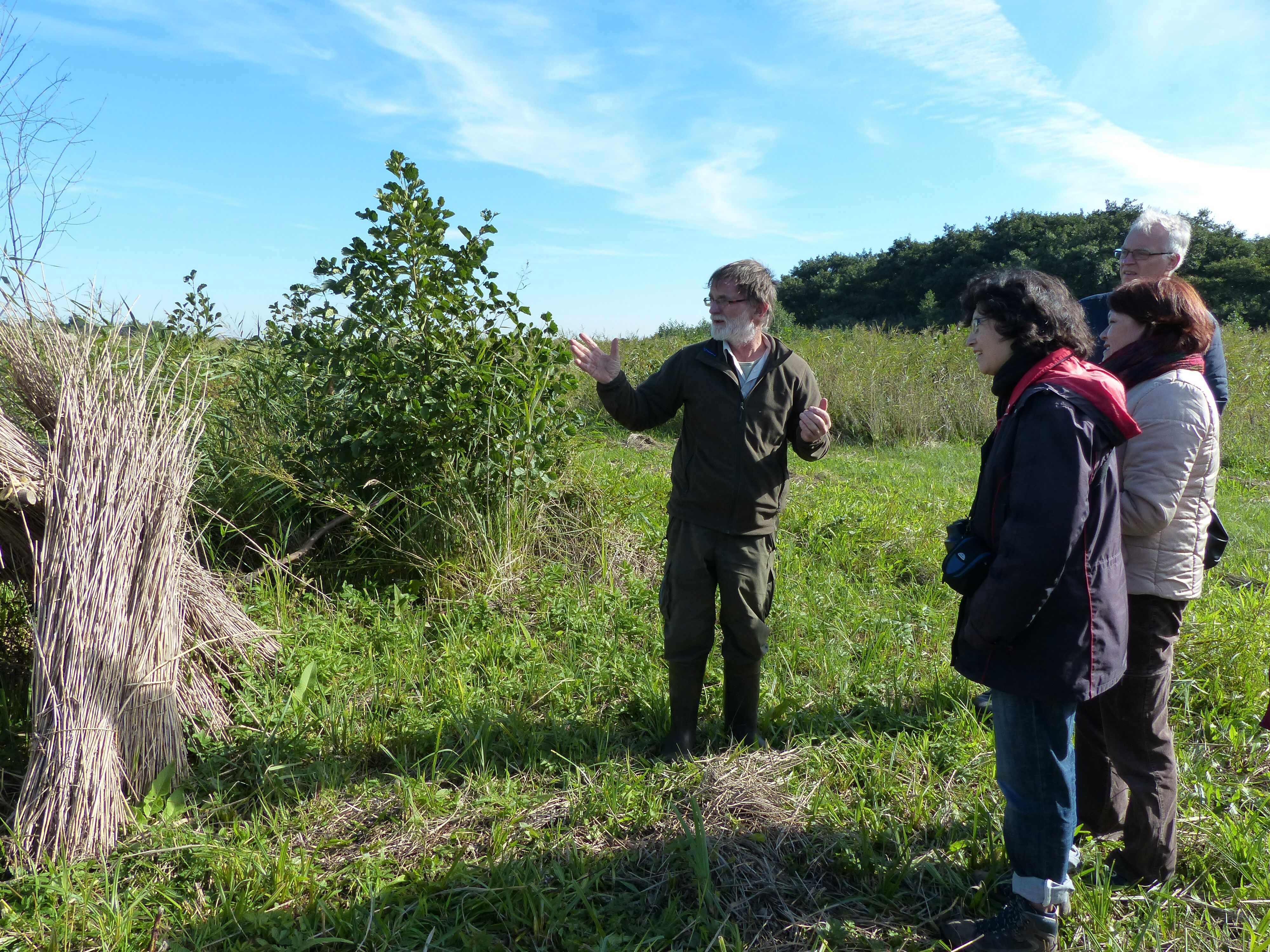